# Black River-Matheson
Pour les articles homonymes, voir Black River et Matheson.
Black River-Matheson est un canton du district de Cochrane de la province canadienne de l'Ontario. La municipalité est limitrophe de la rivière Noire, de laquelle elle tire son nom. La gare de Matheson a été desservie par le Northlander jusqu'en 2012.
Les activités économiques du canton se résument principalement à l'exploitation minière, à la foresterie et à l'agriculture, auxquelles s'ajoutent le tourisme de plein air en été, la pêche et la chasse.

## Localités
Les localités situées dans le canton sont Holtyre, Matheson, Ramore, Shillington, Val Gagné et Wavell. Matheson, la principale localité, est située à l'intersection des routes 11 et 101 .

## Histoire
Le 29 juillet 1916, Matheson est le lieu du feu de forêt le plus meurtrier au Canada. Plus de 200 personnes y ont perdu la vie.

## Tourisme
La municipalité fait partie d'un circuit touristique inspiré de l'oeuvre de la romancière Jocelyne Saucier,.